# Emma Vecla
Emma Vecla, pseudonimo di Adrienne Telmat, anagraficamente mutato per italianizzazione in Ernestina Telmat (Marnia, 11 gennaio 1877 – Milano, 29 maggio 1972), è stata una cantante lirica francese.
Fu la prima interprete in Italia de La vedova allegra, di Franz Lehár. Molto amata come artista e come donna, fu la protagonista incontrastata delle scene nel periodo 1907-1915 e influenzò con la sua personalità la moda e il costume del tempo.

## Biografia
Ultima degli otto figli dell'ufficiale francese Teodoro Telmat, compie gli studi musicali presso il Conservatorio di Parigi, dove studia canto, violino, pianoforte e composizione.
Subito dopo il diploma, inizia la sua carriera come cantante d'opera, debuttando a 18 anni presso l'Opéra-Comique di Parigi, nella Manon di Massenet.
Assume il nome d'arte di Emma Vecla in onore della sua madrina, la famosa cantante Emma Calvé, di cui anagramma il cognome.
Compie poi numerose tournée, viaggiando sempre in compagnia della madre: viene scritturata da Edoardo Sonzogno, per cantare nell'importante stagione autunnale del Teatro Lirico di Milano, accanto a Titta Ruffo nella Thaïs (1903) e in Zazà (1904).
Canta in numerosi teatri, in Italia e all'estero.
Tornata a Milano, è costretta da una malattia della madre a fermarsi in città per qualche tempo. Qui viene scritturata da Giulio Ricordi per interpretare Anna nella prima rappresentazione italiana de La vedova allegra di Franz Lehár, con la compagnia Città di Milano presso il Teatro Dal Verme.
Il debutto avviene il 27 aprile 1907. L'enorme successo segna una svolta nella carriera dell'artista, che abbandona l'opera per dedicarsi esclusivamente all'operetta.
Franz Lehár le concede l'esclusiva delle rappresentazioni per 200 repliche e, in occasione della cinquecentesima rappresentazione, viene in Italia per complimentarsi personalmente con l'artista.

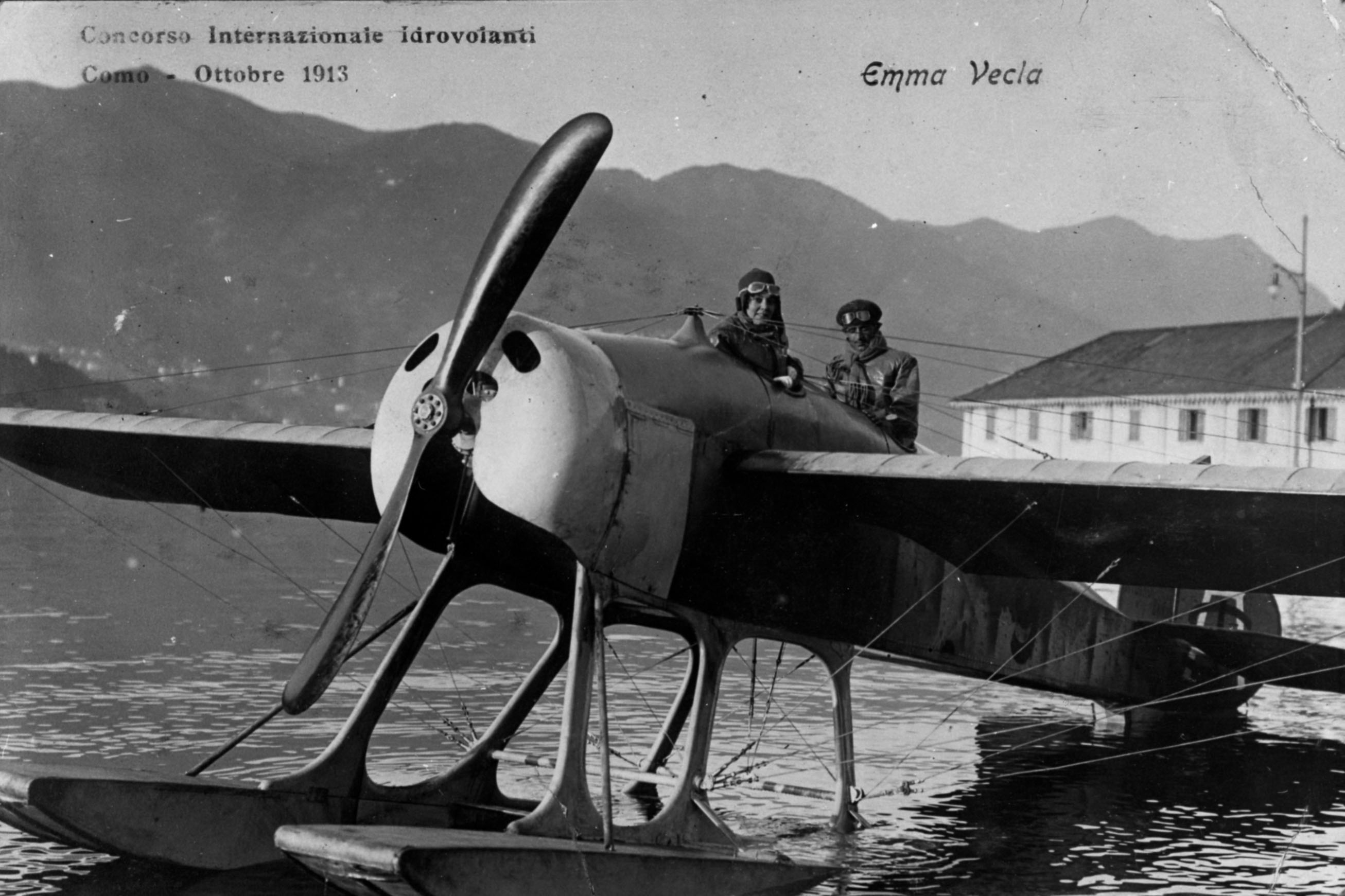
Como, ottobre 1913. La cantante di operetta e attrice Emma Vecla e il pilota Achille Landini, a bordo di un idrovolante "SIA" con motore Gnome 80 cv, al Circuito italiano del Laghi.

Al Teatro Costanzi di Roma nel 1908 è Renata-Juanita in Donna Juanita di Franz von Suppé, Lola Winter ne La dolce Lola di Heinrich Reinhardt, Stella ne La figlia del tamburo maggiore di Jacques Offenbach, Anna ne La vedova allegra e Bettina in Hans, il suonatore di flauto di Louis-Gaston Ganne.
Nel 1912 torna al Costanzi come Anna ne La vedova allegra diretta da Carlo Lombardo con la Compagnia Città di Milano e canta al Teatro Reinach di Parma con la Compagnia Italiana di operette in Eva di Lehár, Il conte di Lussemburgo, La vedova allegra, Sogno di un valzer di Oscar Straus, Il toreador di Lionel Monckton, Manovre d'autunno e La casta Susanna di Jean Gilbert.
Nel 1915, allo scoppio della prima guerra mondiale, la cantante abbandona le scene e per tre anni si dedica alla cura dei feriti di guerra.
Terminata la guerra, riprende a calcare il palcoscenico nella compagnia di Cosimo Papadia.
Sposa il maestro Salvatore Cottone e si stabilisce a vivere a Milano.
Nel 1929 si ritira definitivamente dal palcoscenico, tenendo la sua serata d'addio al teatro Alfieri di Torino, dove interpreta la Madama di Tebe.
Per il resto della vita si dedica ad opere di bene a favore, tra gli altri, dell'Ospedale Maggiore di Milano, dove è presente un padiglione a lei dedicato, della Casa di riposo per musicisti Giuseppe Verdi, dell'Istituto dei ciechi.
Grazie ad una sua cospicua donazione, il Museo nazionale della scienza e della tecnologia Leonardo da Vinci di Milano allestisce la sezione Strumenti musicali, che inaugura il 20 gennaio 1962.
Emma Vecla muore il 29 maggio 1972, presso la Casa di riposo per musicisti Giuseppe Verdi e viene sepolta nel Cimitero Maggiore di Milano.

## L'Archivio Emma Vecla
L’archivio di Emma Vecla è conservato presso il Museo Nazionale della Scienza e della Tecnologia “Leonardo Da Vinci” di Milano. Precedentemente era custodito dai discendenti dell’artista.
Il legame tra il Museo e l’artista risale a una grande donazione fatta da Emma Vecla al Museo, grazie alla quale nel 1962 viene inaugurata la sezione per gli strumenti musicali. L’archivio storico del Museo custodisce le pratiche concluse e soggette alla conservazione permanente: in questo caso l’archivio Emma Vecla è in fase di ordinamento, schedatura e valorizzazione.
All'interno dell’archivio Emma Vecla sono presenti non solo documenti dell’artista, ma anche della madre Marie Vaisset Telmat e del marito, il Maestro e Senatore Salvatore Cottone. I documenti conservati presso il Museo rappresentano l’intera vita di Vecla.
Il materiale documentale conservato è stato suddiviso in serie durante la fase di ordinamento. Già nella fase di schedatura sono state fatte più di 100 cartelle, inserite poi in sei grandi partizioni.

## Serie che compongono il fondo archivistico “Emma Vecla”
- Documenti inerenti alla famiglia

- Raccolta dell’attività artistica di Emma Vecla

- I diplomi e le benemerenze ricevute

- Il fondo fotografico di Emma Vecla

- Documentazione sciolta attualmente non identificabile